# 马晓旭
马晓旭（1988年6月5日—），生于辽宁省大连市，已退役中国女子足球运动员。

## 生平
2002年，马晓旭进入大连体校。2003年进入王海鸣执教的国家青年队。2004年，马晓旭加入由李锡财执教的大连女足。2005年，马晓旭首次入选国家队，当时的教练是裴恩才。马晓旭曾在2007年2月加盟过女足豪门瑞典的于默奥IK。在2007年7月底，于默奥IK俱乐部和马晓旭解约，马晓旭回到大连实德。2019年，她转会北京女足，并于2022赛季开始前退役，出任球队助教，并获中国女足主帅水庆霞邀请担任训练员。
马晓旭是第一位获得亚足联年度最佳青年球员奖项的女足运动员。她以“天才少女”的姿态出道，16岁即入选国家队，在2006年一举拿下亚洲足球小姐和亚洲最佳青年足球运动员双料奖项之后一度被视作孙雯的接班人。但在2007年之后，因为伤病等原因，马晓旭的竞技状态急剧下滑，加上一段时期内中国队在战术上对她过分依赖，她为此承受了不少非议。
2016年，马晓旭重返国家队并随队参加了里约奥运会，出战4场累计上场37分钟。这是她第一次参加奥运会，也是最后一次代表国家队。2021年全运会，她代表北京女足获得第四名。

## 个人荣誉
- 2006年，亚洲女子足球锦标赛最佳球员
- 2006年 FIFA U-20女足世锦赛金靴奖和金球奖得主
- 2006年，亚足联足球小姐
- 2006年，亚洲最佳青年足球运动员

| 前任： 原菜摘子 | 亚洲足球小姐 2006年   | 繼任： 李今淑     |
| 前任： 崔敏镐   | 亚足联最佳新秀 2006年 | 繼任： Kim Kum-Il |